# Abandoned Places 2
Abandoned Places 2 — компьютерная ролевая игра для платформы Amiga, являющаяся продолжением Abandoned Places. Игровой процесс схож с таковым в игре Dungeon Master.

## Сюжет
Четыреста лет назад герои Калинтии (Kalynthia) уничтожили Бронакха (Bronagh) — князя зла. Пендугмале (Pendugmahle), великий создатель Бронакха, возвращается, чтобы отомстить всему народу Калинтии. Наследники древних правителей знают, что их единственная надежда — возвращение легендарных героев. Теперь ваша миссия — найти героев и привести их к победе над Пендугмале и его приспешниками, с помощью Меча Жизни.